# 佩勒·彼得松
佩勒·彼得松（瑞典語：Pelle Petterson，1932年7月31日—），瑞典男子帆船运动员。

## 生平
他曾代表瑞典参加1964年、1968年和1972年夏季奥林匹克运动会帆船比赛，共获得一枚银牌和一枚铜牌。